# Amiral Bourgois
Amiral Bourgois (Q82) – francuski eksperymentalny oceaniczny okręt podwodny z okresu I wojny światowej. Został zwodowany 25 listopada 1912 roku w stoczni Arsenal de Rochefort, a do służby w Marine nationale wszedł w sierpniu 1914 roku. Podczas wojny operował na wodach kanału La Manche, a w listopadzie 1919 roku został skreślony z listy floty.

## Projekt i budowa
„Amiral Bourgois” zamówiony został na podstawie programu rozbudowy floty francuskiej z 1906 roku. Jednostkę zaprojektował inż. M. Bourdelle. Problemy z silnikami Diesla spowodowały znaczne opóźnienie w przyjęciu okrętu do służby.
„Amiral Bourgois” zbudowany został w Arsenale w Rochefort. Stępkę okrętu położono w maju 1908 roku, został zwodowany 25 listopada 1912 roku, a do służby przyjęto go w sierpniu 1914 roku. Okrętowi nadano nazwę na cześć jednego z konstruktorów pierwszego francuskiego okrętu podwodnego, późniejszego wiceadmirała Siméona Bourgoisa. Jednostka otrzymała numer burtowy Q82.

## Dane taktyczno–techniczne
„Amiral Bourgois” był średniej wielkości oceanicznym okrętem podwodnym o konstrukcji dwukadłubowej. Długość całkowita wynosiła 56,2 metra, szerokość 5,5 metra i zanurzenie 3,6 metra. Wyporność w położeniu nawodnym wynosiła 556 ton, a w zanurzeniu 735 ton. Okręt napędzany był na powierzchni przez dwa czterosuwowe silniki wysokoprężne Schneider o łącznej mocy 1400 koni mechanicznych (KM). Napęd podwodny zapewniały dwa silniki elektryczne SEE o łącznej mocy 1000 KM. Dwuśrubowy układ napędowy pozwalał osiągnąć prędkość 13,85 węzła na powierzchni i 8,65 węzła w zanurzeniu. Zasięg wynosił 2500 Mm przy prędkości 10 węzłów w położeniu nawodnym oraz 100 Mm przy prędkości 5 węzłów pod wodą. Dopuszczalna głębokość zanurzenia wynosiła 40 metrów.
Okręt wyposażony był w cztery wewnętrzne wyrzutni torped kalibru 450 mm: dwie na dziobie jednostki i dwie na rufie, z łącznym zapasem 8 torped. W sierpniu 1917 roku na okręcie zamontowano działo pokładowe kal. 65 mm.
Załoga okrętu składała się z 25 oficerów, podoficerów i marynarzy.

## Służba
„Amiral Bourgois” podczas wojny pełnił służbę na wodach kanału La Manche. Okręt został skreślony z listy floty 12 listopada 1919 roku.